# Jiaozi
Pour les articles homonymes, voir Jiaozi (homonymie) et Ravioli.
Le jiǎozi, ravioli pékinois ou ravioli chinois (chinois simplifié : 饺子 ; chinois traditionnel : 餃子 ; pinyin : jiǎozi ; EFEO : kiao-tseu ; shanghaïen : ciôtzy ; cantonais : gau35 dzi35 ; japonais : gyōza (餃子／ギョーザ／ギョウザ)) est un plat de cuisine traditionnelle de la cuisine chinoise, sorte de ravioli bouilli, cuit à la vapeur, ou frit, en forme de chausson, constitué d'une pâte de farine de blé tendre, enveloppant une farce composée de nombreuses variantes d'aliments.

## Histoire
Les origines de cette recette sont attribuées au médecin chinois Zhang Zhongjing de la dynastie Han du IIIe siècle, qui aurait créé ce ravioli en forme d'oreille, à base d'agneau, de poivre noir et de plantes médicinales, pour soigner ses patients,,,,.

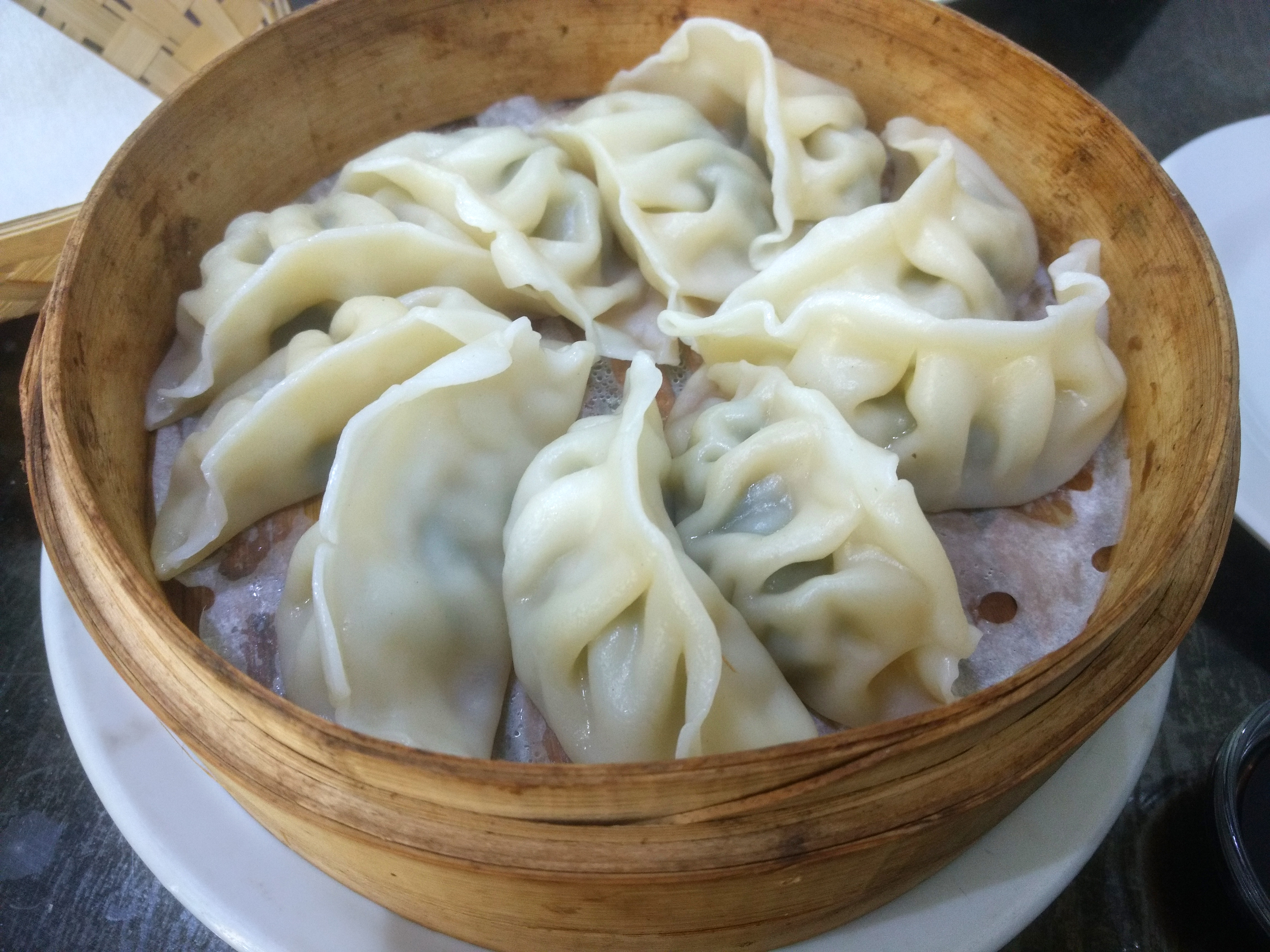

Il est surtout largement consommé dans le nord-est de la Chine, dans la province du Shandong, d'où il est probablement originaire, Pékin, et Dongbei, ce qui lui vaut parfois l'appellation de « ravioli pékinois » en France. Il est également populaire dans le reste du nord-est asiatique, au Japon, frit, sous le nom de gyōza, ou en Corée, sous le nom de mandu.
Les jiǎozi sont une des principales composantes culinaires de la Fête du printemps (ou Nouvel An chinois) dans la partie nord de la Chine. Le terme Jiao chinois simplifié : 饺 ; chinois traditionnel : 餃 ; pinyin : jiǎo qui le compose, utilise la clé de la nourriture (食) et le caractère de l'échange (交, jiāo), car il est consommé au moment du changement d'année. Le « Guangya (zh) », écrit en 227, durant la période des Trois Royaumes, le mentionne déjà. Mais la tradition de sa consommation au Nouvel An, semble dater de la dynastie Ming (1368 – 1644).
Leur forme ressemble à un lingot d'or, ils symbolisent donc la fortune pour la nouvelle année qui commence. Les Chinois travaillent en famille à la préparation des jiǎozi juste avant le Nouvel An. Dans le nord-est de la Chine, région très froide en hiver, les jiǎozi sont conservés à l'extérieur, ce qui fait office de congélateur naturel, puis ils sont bouillis et servis pour la fête du printemps, qui dure deux semaines.

## Appellation
Le terme jiaozi contient la racine 饺 / 餃, jiǎo, elle-même composée à gauche de la clé de la nourriture (食, 饣 / 飠, shí), et à droite du caractère 交, jiāo, à valeur phonétique.
Les jiaozi sont surtout consommés dans le nord de la Chine, car ils contiennent du blé. Dans le sud de la Chine, on mange plutôt des niangao (年糕, niángāo, « gâteau de l'An »), à base de riz gluant, par homophonie avec 年高, niángāo, « grande année ».

## Composition

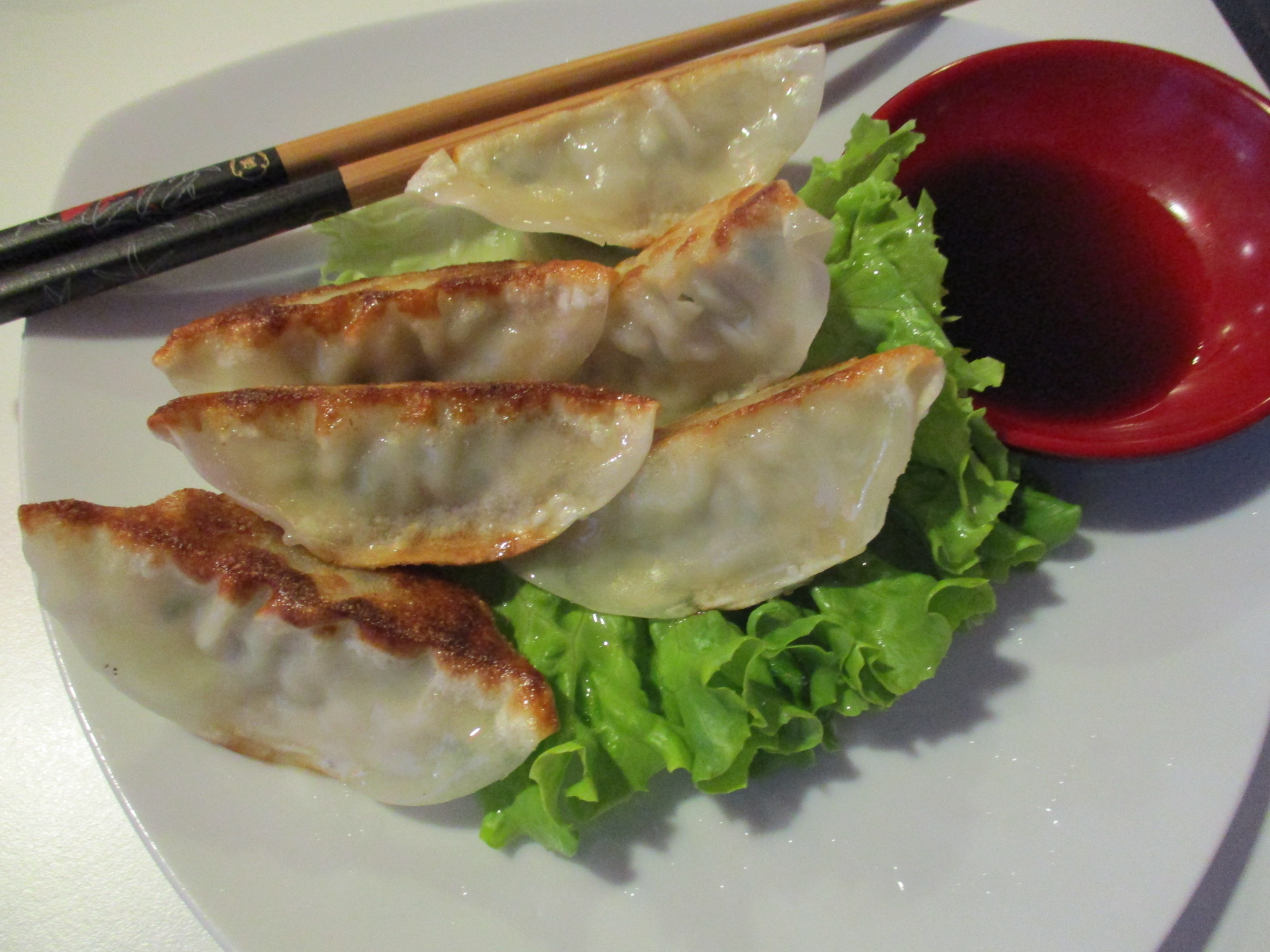
Gyōza frits de la cuisine japonaise.

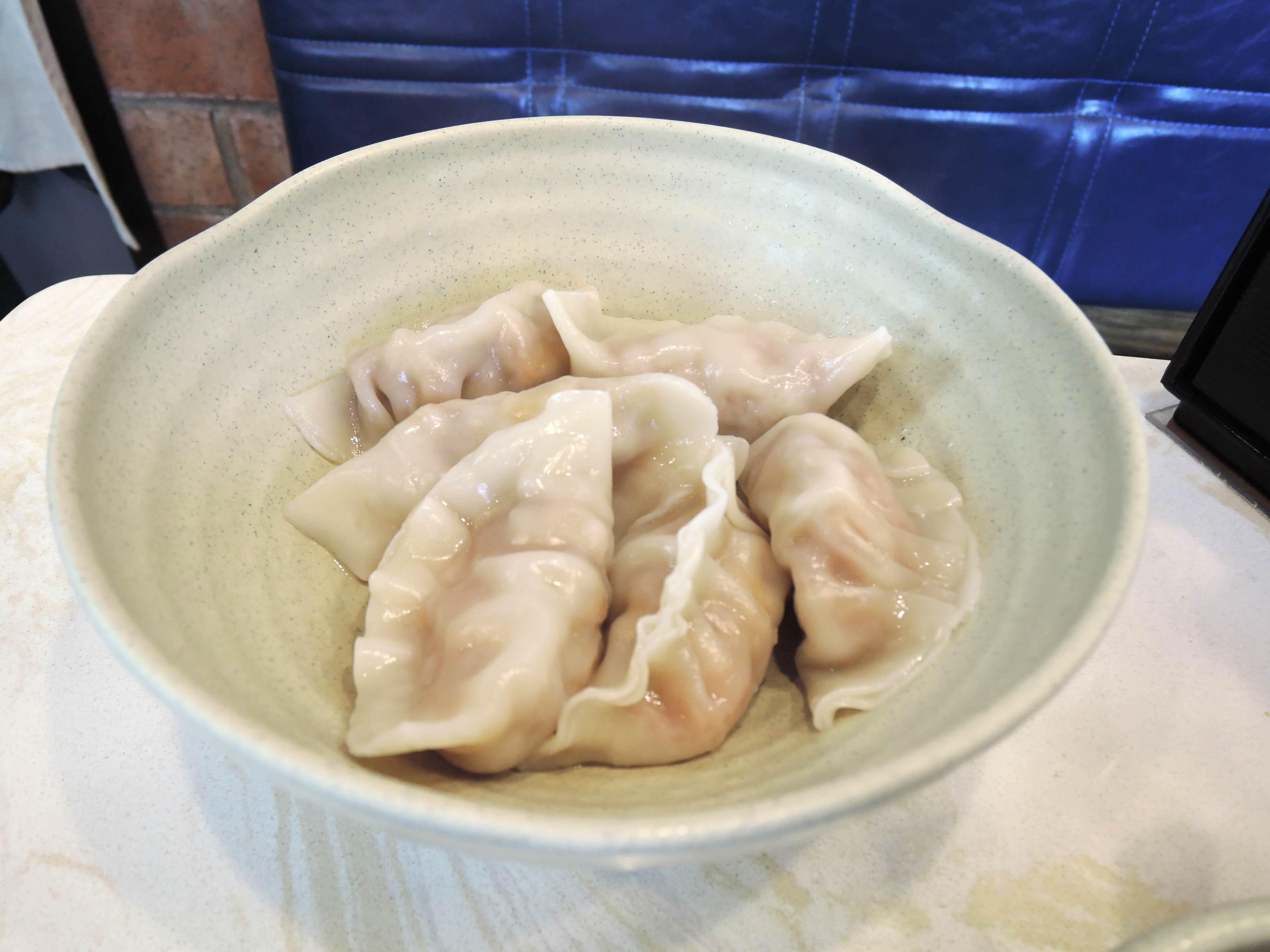
Jiǎozi bouillis.

La pâte est à base de farine de blé à laquelle on ajoute un peu de sel et d'eau pour la rendre plus facile à travailler.
Bien qu'il existe des centaines de recettes pour la farce, avec des ingrédients hachés très variés (végétarien [chou ou autre légume vert], crevette, porc, bœuf…), la recette la plus répandue est probablement du porc accompagné de cives et de champignons parfumés.
Il ne faut pas le confondre avec le wantan, car le jiǎozi a une pâte plus épaisse et a plutôt la forme d'un chausson. Sa forme peut varier d'une province et d'une ville à l'autre de la Chine, voire dans chaque famille, selon la façon de l'envelopper.
Il est généralement bouilli et mangé accompagné d'un petit récipient contenant une sauce, mélange de vinaigre et de sauce soja. Il peut parfois être frit (alors appelé (鍋貼, guōtiē), comme consommé à Wenzhou, en Corée ou au Japon, ou bien lorsqu'il reste des raviolis bouillis le lendemain, pour ne pas les jeter, dans le Shandong. Le wantan, quant à lui, sera plutôt servi dans son bouillon. Le bouillon résultant de la cuisson des jiǎozi est généralement consommé séparément après.
S'il reste des jiǎozi à la fin du repas, ils seront passés à la poêle pour le repas suivant.

## Variétés chinoises
- Jiǎozi à la vapeur, appelés zhēngjiǎo (蒸餃, « raviolis à la vapeur »).
- Jiǎozi bouillis, appelés shuǐjiǎo (水餃, « raviolis à l'eau »).
- Jiǎozi frits, appelés jianjiao (煎饺, « raviolis frits ») ou guotie (锅贴, « colle au pot »).
- Jiǎozi dont la pâte contient des œufs sont appelés dànjiǎo (蛋餃, « raviolis aux œufs »).

## Quelques autres variétés
- Baozi (chinois)
- Boulette
- Buuz (mongol)
- Mantı  (kazakh)
- Mandu (coréen)
- Momo (tibétain et népalais)
- Nikuman (japonais)
- Pierogi (polonais)
- Shaomai (chinois)
- Wonton (馄饨) prononcé huntun en mandarin, version du sud-est au sud de la Chine, généralement aux crevettes.
- Xiaolongbao de Shanghaï, translittéré en shoronpo en japonais